# سرستانة (زلاغي الغربي)
سرستانة (بالفارسية: سرآستانه) هي قرية تقع في إيران في قسم زلاغي الغربي الریفي. يقدر عدد سكانها بـ 42 نسمة .